# Mini-Disk
Die Mini-Disk, bzw. Mikro-Disk, ist ein von der Firma Teldec (Telefunken-Decca Schallplatten GmbH) Anfang der 1980er-Jahre entwickeltes mechanisches, aber dennoch digitales Speichermedium. Sie gilt als eine der letzten Konkurrenztechniken zur Compact Disc (CD).
Ziel der Entwicklung war ein System, das trotz moderner digitaler Datenkodierung durch ihre Ähnlichkeit mit der herkömmlichen Schallplatte (LP) vergleichsweise kostengünstig und zum damaligen Zeitpunkt mit bereits ausgereifter Technik hergestellt werden konnte. Durch Fertigung der Scheiben aus Vinyl waren weder neue Produktionsanlagen (z. B. Pressen) noch völlig neue Technik beim Auslesen der Daten notwendig, wie beispielsweise im Fall der optischen „Abtastung“ einer CD. Der damalige Telefunken-Direktor Rolf Schiering sprach 1981 von neunzig Prozent weniger benötigtem Material und vierzig Prozent weniger Lohnkosten gegenüber der herkömmlichen LP.
Zu einer Markteinführung der Mini-Disk kam es nie. Telefunken kämpfte zum Zeitpunkt der Vorstellung bereits mit wirtschaftlichen Schwierigkeiten. Während die Compact Disc-Entwickler Philips und Sony viele namhafte Firmen überzeugen konnten, sich an ihrer Entwicklung zu beteiligen und eigene Geräte bzw. Datenträger zu produzieren, fand Telefunken für die Mini-Disk keine Partner. Es bleibt auch zweifelhaft, ob die Konsumenten die Technik angenommen hätten. Vinyl-Schallplatten galten Anfang der 1980er-Jahre als knisternde, unpraktische und pflegebedürftige Relikte; der HiFi-Markt dürstete nach einer einfach zu bedienenden, störungsfreien Technik. Die CD entsprach diesen Erwartungen mit ihrer berührungslosen, optischen Abtastung und einer in Kunststoff eingegossenen Informationsschicht. Die Mini-Disk hätte es mit mechanischer Abtastung im Vergleich schwer gehabt.

## Technik des MD-Systems
Der Durchmesser der Mini-Disk-Scheiben beträgt nur 135 mm (5,3 Zoll) bei einer Spieldauer von 2 × 60 min (bei beidseitigem Beschreiben). Die Mikro-Disk, die bis auf ihre Größe identisch mit der Mini-Disk ist, hat einen Durchmesser von 75 mm (2,9 Zoll) und bietet 2 × 10 min Stereo-Aufnahmedauer.
Das MD-System arbeitet zwar mit mechanischer piezoelektrischer Abtastung über eine Nadel, speichert die Informationen in ihren Rillen aber digital. Dadurch werden bei der Abtastung keine mechanischen Störgeräusche mit ausgelesen. Mit einer 14-Bit-Kodierung und einem System zur Fehlerkorrektur, das theoretisch ein Signal-Rausch-Verhältnis von 85 dB ergibt, ist das MD-System durchaus konkurrenzfähig zur CD.
Ebenso wie seine Konkurrenten erlaubt es jederzeit Zugang zu jedem Punkt der Scheibe, womit sich beispielsweise Pause- oder Wiederholen-Funktion realisieren lassen. Die Informationen werden in den Rillen, im Gegensatz zu Schallplatten, über eine rein vertikale Modulation ihrer Höhe gespeichert. Die Rillen beginnen wie bei der LP am Rand der Platte und enden in der Mitte.
Beide Formate werden stets von einer vor Beschädigung oder Verschmutzung schützenden Kassette umschlossen, welche auch zum Abspielen nicht abgenommen zu werden braucht. Mit Ausnahme des Abspielvorgangs ist sie stets ganz geschlossen.